# Tajisija Povalij
Tajisija Povalij (ukr. Таїсія Миколаївна Повалій) je ukrajinska pjevačica i glumica rođena u manjem mjestu Šamrajivki (blizu Kijeva) 10. prosinca 1964. godine. Umjetnica je posebno poznata u državama bivšeg Sovjetskog Saveza. 

## Karijera
Svoju karijeru Tajisija je započela 1985. godine, a prvu nagradu »Grand Prix« je osvojila 1993. na Međunarodnom slavenskom festivalu u blizini bjeloruskog grada Vitebska. Tajisija je 1997. primila titulu »Narodni umjetnik Ukrajine«, nakon čega postaje sve popularnija.

## Politika
U listopadu 2012. godine, Tajisija prihvaća poziv da se priključi vodećoj političkoj stranci u Ukrajini Partiji regija. Iste godine na parlamentarnim izborima je izabrana za zastupnika u ukrajinski parlament Vrhovnu radu.

## Diskografija
- 1995. — Panno kohannaja
- 1997. — Ja vas ljublju
- 1999. — Sladkij greh
- 2000. — Bude Tak
- 2001. — Čarivna skripka
- 2002. — Odna – Edina
- 2002. — Ptica voljnaja
- 2003. — Vozvrašaju
- 2003. — Sladkij greh
- 2003. — Ukrainskij pisennij perlini
- 2004. — Serdenjko
- 2005. — Otpusti menja
- 2007. — Za toboj
- 2008. — Nakazani ljubovju
- 2010. — Verju tebe

## Vanjske poveznice
- Osobne stranice Tajisije Povalij (ukr.)  Arhivirana inačica izvorne stranice od 2. siječnja 2013. (Wayback Machine)
- Međunarodni fan-club Tajisije Povalij (rus.)